# Lucie Basch

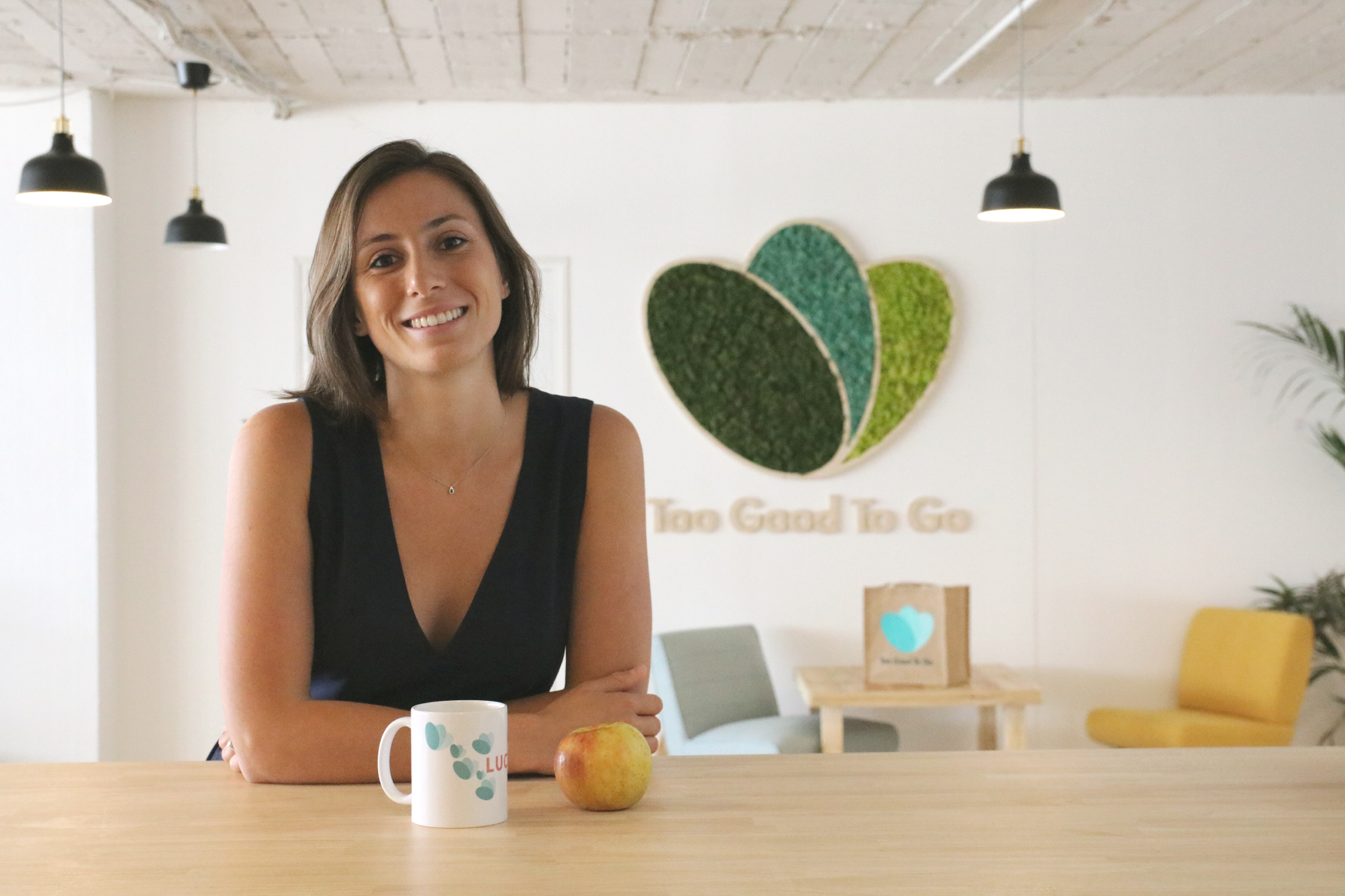
Lucie Basch, 2019

Lucie Basch (* 22. Januar 1992 in Paris) ist eine französische Ingenieurin und Unternehmerin. Sie ist für ihren Kampf gegen Lebensmittelverschwendung bekannt. 2016 entwickelte sie in Frankreich die App Too Good To Go, die Einzelhändler, die am Ende des Tages unverkaufte Waren haben, mit Verbrauchern zusammenbringt.
Für ihre App erhielt sie den Margaret-Preis 2018 der Journée de la femme digitale und wurde als Unternehmerin des Jahres ernannt.

## Leben

### Studium
Nach dem Besuch der Classe préparatoire am Lycée Charlemagne in Paris studierte Lucie Basch an der École Centrale de Lille, wo sie 2014 einen Ingenieurdiplom erhielt. Im Jahr 2013–2014 absolvierte sie außerdem einen Master in Logistik an der Cranfield University in Großbritannien.

### Karriere

#### Anfänge
Im September 2014, nach Abschluss ihres Studiums, begann Lucie Basch ihre Karriere bei Nestlé im Vereinigten Königreich. Dort arbeitet sie an der Verbesserung der Produktion, „um schneller und billiger zu produzieren“, insbesondere bei der Umsetzung der Six-Sigma-Methode.
Da wäre ihr bewusst geworden, dass die Lebensmittelverschwendung in den Produktionsprozess integriert und berücksichtigt wird. Sie versteht nicht, wie Produkte, die noch gut zu verzehren sind, weggeworfen werden können und wie diese Arbeitsweise akzeptiert werden kann.
Im Februar 2016 lernt sie bei einem Aufenthalt in Oslo bei der Organisation Open Food Network die Sharing Economy und das Sozialunternehmertum kennen. Sie beschließt daraufhin, sich mit der Lebensmittelverschwendung auseinanderzusetzen. Gemeinsam mit anderen, die sich mit demselben Thema beschäftigen, stellt sie ihr Projekt für eine Website zur Bekämpfung der Lebensmittelverschwendung auf die Beine: eine Plattform, die Händler und Privatpersonen zusammenbringt, damit die unverkauften Lebensmittel des Tages nicht weggeworfen werden müssen.

#### Too Good To Go
Am 3. Juni 2016 gründet Lucie Basch die Firma SAS Too Good To Go France und bringt die App im darauffolgenden Monat in Frankreich auf den Markt. Im selben Jahr wird in Frankreich ein Gesetz verabschiedet, das den Einzelhandel dazu verpflichtet, die Lebensmittelverschwendung zu reduzieren.
Die App ist eine Plattform, die Kontakte zwischen Lebensmittelhändlern und Nutzern herstellt. Dank der Geolokation können letztere unverkaufte Produkte ausfindig machen, die dann zu einem Preis unter ihrem ursprünglichen Wert verkauft werden. Das Prinzip besteht darin, die Händler dazu zu bringen, ihre unverkauften Produkte am Ende des Tages zu Preisen zu verkaufen, die für die Verbraucher attraktiv sind.
Im Jahr 2020 hat Too Good To Go in Frankreich mehr als 6,2 Millionen Downloads, 1,6 Millionen aktive Nutzer, mehr als 85 Mitarbeiter, 14.000 Partner und behauptet, seit seiner Gründung 17 Millionen Mahlzeiten gerettet zu haben. Auf internationaler Ebene hat Too Good To Go 25 Millionen Nutzer in 14 europäischen Ländern. Die App wird im September 2020 in den USA eingeführt.

## Andere Mandate
Im September 2018 wurde Lucie Basch in den Orientierungsausschuss für Lebensmittel von Carrefour aufgenommen.
Im November 2019 trat sie dem Board von France Digitale bei.

## Auszeichnungen
Am 17. April 2018 überreichten ihr Marlène Schiappa, Staatssekretärin für die Gleichstellung von Frauen und Männern, und Gwenaëlle Huet, Generaldirektorin von Engie Erneuerbare Energien, den Margaret Entrepreneur Award als Unternehmerin des Jahres.
Im April 2019 nimmt SNCF Développement Lucie Basch in ihr Unterstützungsprogramm für Start-up-Unternehmen der Kreislaufwirtschaft auf.
Im 2019 wird Lucie Basch in die europäische Liste Forbes 30 Under 30 und 2020 in die Top 40 der Forbes-Frauen aufgenommen.
Im November 2020 erhält Lucie Basch vom Magazin Challenges den Preis Femme Chef d'Entreprise.